# 新垣嘉啓
新垣 嘉啓（しんがき よしひろ、1970年1月23日 - ）は、日本の会社役員、ラジオパーソナリティ。元子役、元日本放送協会 (NHK) のアナウンサー。

## 来歴
東京都出身。幼少期には、NHK少年ドラマシリーズの『七瀬ふたたび』に子役として出演した。
慶應義塾大学を卒業後、1993年にNHKに入局してアナウンサーとなる。初任地は沖縄放送局。同局でニュースキャスターなどを歴任しつつ、沖縄の基地問題など一貫して報道関係の取材・番組制作に取り組む。その後、徳島放送局、東京ラジオセンター・アナウンス室勤務を経て退職。
退職後にはEVOLUTION JAPANの役員（取締役）を務める傍ら、2006年から2008年までPENICILLINの千聖と共に、エフエムインターウェーブ（現・InterFM）の番組『BLUES ALLEY JAPAN "birth of music"』のパーソナリティを務めていた。